# Heteropterys byrsonimifolia
Heteropterys byrsonimifolia é uma espécie de plantas com flores, que foi descrita pela primeira vez por Adrien Henri Laurent de Jussieu. Heteropterys byrsonimifolia pertence ao gênero Heteropterys e à família Malpighiaceae.
A espécie é encontrada nas seguintes regiões:
- norte, nordeste, centro-oeste, sudeste e sul do Brasil, mais especificamente, nos estados de:
  - Rondônia
  - Bahia
  - Mato Grosso
  - Goiás
  - Mato Grosso do Sul
  - Minas Gerais
  - São Paulo
  - Paraná
- Paraguai
- Bolívia
  - El Beni
  - Santa Cruz